# Попова, Надежда Васильевна
Наде́жда (Анастаси́я) Васи́льевна Попо́ва (17 декабря 1921 — 6 июля 2013) — участница Великой Отечественной войны, заместитель командира эскадрильи 46-го гвардейского женского полка ночных бомбардировщиков 4-й Воздушной армии 2-го Белорусского фронта, Герой Советского Союза (1945), заслуженный работник культуры РСФСР (1983), гвардии полковник в отставке.

## Биография
Родилась в семье рабочего 17 декабря 1921 года в деревне Шабановка, Ливенский уезд Орловской губернии (сейчас Должанский район, Орловская область).
В 1936 году, по завершении учёбы в средней школе города Сталино (ныне Донецк, Украина) поступила в аэроклуб, который окончила в 1937 году, и была оставлена в нём для дальнейшего обучения на инструктора.
В 1939 году, приехала в Москву с тем, чтобы стать военным лётчиком, где познакомилась с лётчицей Героем Советского Союза Полиной Осипенко, которая посодействовала тому, чтобы Надежду Попову направили в Херсонскую авиационную школу ОСОАВИАХИМа. Окончив которую, в 1940 году продолжила обучение в Донецком военном авиационном училище и получила диплом лётчика-штурмана. Проходя службу в качестве инструктора аэроклуба подготовила 2 группы лётчиков — по 15 человек.
С началом Великой Отечественной войны инструктор первичного обучения военного авиационного училища Надежда Попова эвакуировалась с учебным заведением в город Каттакурган Самаркандской области Узбекистана, где готовила лётчиков-истребителей для фронтовой авиации, и писала рапорты об отправке на фронт.
Узнав, что в Москве формируется женская авиационная часть, она послала телеграмму в Центральный Комитет Всесоюзного Ленинского Коммунистического Союза Молодёжи. Её вызвали в столицу, приняв в «группу 122», которую набирала Герой Советского Союза Марина Раскова. Из Москвы девушек направили в город Энгельс Саратовской области, где Раскова формировала три женских авиаполка: истребительный, пикирующих бомбардировщиков и ночных бомбардировщиков. Надежда Попова попросилась в полк легкомоторных ночных бомбардировщиков.
В мае 1942 года, по завершении сокращённой программы обучения, старшина Попова в составе 588-го бомбардировочного ночного женского авиационного полка вылетела на фронт. Командир звена Попова водила звено на ночные бомбометания в район Таганрога, Ростова-на-Дону. Часто вылетала на дневную разведку. Была сбита, горела. Именно возвращаясь в свой полк на попутках встретила эвакуировавшегося на медицинской машине раненного лётчика-истребителя, Семёна Харламова.
В период боёв на Северном Кавказе звено Поповой вылетало на боевые задания по нескольку раз за ночь. Мастерски маневрируя, уходили от прожекторов и зениток, бомбили переправы на Тереке и Сунже. За образцовое выполнение заданий лейтенант Попова была награждена первым орденом Красного Знамени.
Женские экипажи ночных бомбардировщиков По-2, противник называл «ночными ведьмами» (нем. Nachthexen). Отмечая боевые заслуги советских лётчиц, зимой 1943 года, в разгар боёв на Кубани, 588-му полку было присвоено звание гвардейского.
Лётчицы, теперь уже 46-го гвардейского женского полка ночных бомбардировщиков воевали на Украине, в Крыму, Белоруссии, Польше и на территории гитлеровской Германии.
В 1944 году стала членом ВКП(б)/КПСС.
Указом Президиума Верховного Совета СССР от 23 февраля 1945 года заместителю командира эскадрильи гвардии старшему лейтенанту Поповой Надежде (Анастасии) Васильевне «за образцовое выполнение боевых заданий командования на фронте борьбы с немецкими захватчиками и проявленные при этом отвагу и геройство» было присвоено звание Героя Советского Союза с вручением ордена Ленина и медали «Золотая Звезда» (№ 4858). Тем же указом звание Героя Советского Союза было присвоено и её будущему мужу — гвардии старшему лейтенанту Харламову Семёну Ильичу.
В общей сложности за годы Великой Отечественной войны совершила 852 боевых вылета. По окончании войны вышла замуж за Героя Советского Союза лётчика-истребителя С. И. Харламова, и до 1952 года проходила службу в Вооружённых Силах СССР, уволившись в запас в звании майора.
Почётный гражданин города Донецка, заслуженный работник культуры РСФСР, член президиума Совета по взаимодействию с общественными объединениями ветеранов при Президенте РФ, с 1975 года бессменно возглавляла общественную комиссию по работе среди молодёжи при Российском комитете ветеранов войны и военной службы, член бюро комитета, член президиума советского комитета ветеранов войны, председатель комиссии по связям со школами и школьными организациями.
Много лет избиралась в местные органы власти, избиралась депутатом Верховного Совета СССР 8-го созыва (1970—1974), народным депутатом СССР (1989—1991).

Могила Поповой и Харламова на Новодевичьем кладбище Москвы

Проживала в Москве. Скончалась 6 июля 2013 года. Надежда Попова похоронена на Новодевичьем кладбище, рядом с могилой мужа (11 участок).

## Награды, звания, премии

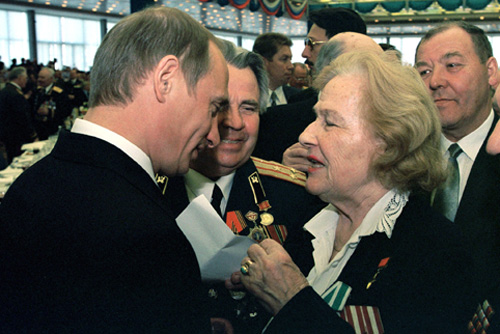
Надежда Попова и Владимир Путин, 2000 год

- Звание Героя Советского Союза (1945);
- Орден Ленина (1945);
- три ордена Красного Знамени;
- два ордена Отечественной войны I степени;
- Орден Отечественной войны II степени;
- Орден Почёта (4 мая 2000 года) — за многолетнюю плодотворную работу по социальной защите ветеранов, патриотическому воспитанию молодёжи и укреплению дружбы между народами[9];
- Орден Дружбы (1 апреля 1995 года) — за многолетнюю плодотворную работу по патриотическому воспитанию молодёжи, социальной защите ветеранов и укреплению дружбы между народами[10];
- Орден «За заслуги» III степени (15 августа 2001 года, Украина) — за весомый личный вклад в подъём международного авторитета Украины, укрепление сотрудничества и дружественных связей с исторической Родиной и по случаю 10-й годовщины независимости Украины[11]
- медали;
- Награды иностранных государств;
- Заслуженный работник культуры РСФСР (12 января 1983 года) — за многолетнюю активную работу по военно-патриотическому воспитанию трудящихся[12];
- Благодарность Президента Российской Федерации (10 декабря 2001 года) — за многолетнюю активную общественную деятельность[13];
- Благодарность Президента Российской Федерации (14 августа 1995 года) — за активное участие в подготовке и проведении празднования 50-летия Победы в Великой Отечественной войне 1941—1945 годов[14];
- почётный гражданин города Донецка;
- лауреат Национальной премии общественного признания достижений женщин «Олимпия» в 2005 году;
- высшая награда комсомола — Почётный знак ВЛКСМ.

## Память

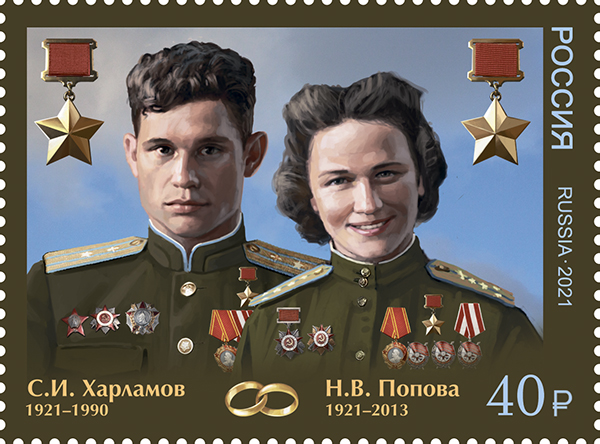
Почтовая марка. 100 лет со дня рождения супругов — Героев Советского Союза — С. И. Харламов (1921—1990) и Н. В. Попова (1921—2013)

- Послужила прообразом для Зои Молчановой, героини фильма «В бой идут одни «старики»»[15].
- 7 мая 2021 года в почтовое обращение вышла марка, посвящённая Героям Советского Союза супругам С. И. Харламову и Н. В. Поповой в честь 100-летия со дня рождения, конверты первого дня, а также штемпели специального гашения для Москвы, Санкт-Петербурга, Саратова, Калуги, Волгограда и Орла.

### Комментарии
1. ↑  Анастасия (Надежда) Васильевна Попова[2].
2. ↑  Ныне находится в черте посёлка городского типа Долгое[2].
3. ↑  В наградном листе, подписанном командиром полка 18 ноября 1944 года, говорилось: «Гвардии старший лейтенант Попова <…> за период боевых действий произвела 737 боевых самолетовылетов ночью на самолете ПО-2. Боевой налет 1025 часов. Имеет общий налет 2141 час. Сброшено по уничтожению живой силы и укреплениям противника 96,5 тонн бомбового груза. В результате точных бомбовых ударов в стане врага вызвано 148 очагов пожара и 95 сильных взрывов. Уничтожено и повреждено 3 переправы противника, 1 железнодорожный эшелон, 1 артбатарея, 2 прожектора. Разбросано на территорию противника 600 тысяч листовок»[6].